# Stefania marahuaquensis
Stefania marahuaquensis és una espècie de granota de a família dels leptodactílids. Només es coneix que habiti el Cerro Duida i el Cerro Marahuaca a l'Estat d'Amazones, al sud de Veneçuela, a una altitud d'entre 340 i 1.200 metres. Els límits de la seva distribució es desconeixen; tot i això, les poblacions que es coneixen resten dins del Parc Nacional Duida-Marahuaca.
Viu entre les roques en marges boscosos de rierols. Carrega amb els ous i els joves a l'esquena i té un desenvolupament directe.